# Scedella cyana
Scedella cyana es una especie de insecto del género Scedella de la familia Tephritidae del orden Diptera.

## Historia
Walker la describió científicamente por primera vez en el año 1849.